# Al-Jazira SC Abu Dhabi
L'Al-Jazira SC Abu Dhabi (àrab: نادي الجزيرة الرياضي, Nādī al-Jazīra ar-Riyāḍī, ‘Club Esportiu de la Península’) és un club de futbol dels Emirats Àrabs Units de la ciutat d'Abu Dhabi, al barri d'Al Muroor.

El club va ser fundat el 19 de març de 1974 amb la fusió dels clubs Al Khalidiyah Club (fundat el 1969) i Al Bateen Club (fundat el 1973).
A més del futbol, el club té seccions com ara handbol, voleibol, basquetbol, natació, tennis taula o bitlles.

## Palmarès
- Lliga dels Emirats Àrabs Units de futbol:[3]
  - 2010–11, 2016–17, 2020–21
- Copa del President dels Emirats Àrabs Units de futbol:[4]
  - 2010–11, 2011–12, 2015–16
- Copa de la Lliga dels Emirats Àrabs Units de futbol:[4]
  - 2009–10
- Copa Federació dels Emirats Àrabs Units de futbol:[4]
  - 2006–07
- Copa de Clubs Campions del Golf:
  - 2007